# Landesregierung Wedenig III
Die Landesregierung Wedenig III bildet die Kärntner Landesregierung von ihrer Wahl am 28. April 1953 bis zur Angelobung der Landesregierung Wedenig IV am 1. Juni 1956. Die Wahl war zunächst am 17. März 1953 in der konstituierenden Landtagssitzung gescheitert, nachdem die Abgeordneten von ÖVP und WdU eine Wahl durch den Auszug aus dem Landtag verhindert hatten. Ferdinand Wedenig (SPÖ) wurde schließlich am 28. April mit 18 Stimmen gewählt, die übrigen Stimmzettel waren leer geblieben. Die Ämter der Landeshauptmann-Stellvertreter und der Landesräte wurde nach dem Proporzsystem vergeben, wobei von einer Wahl war abgesehen worden war. Daher waren zur Wahl dieser Personen lediglich ausreichend unterstützte Wahlvorschläge ihrer jeweiligen Klubs eingebracht worden, denen in der Folge entsprochen wurde.

## Regierungsmitglieder
| Amt                                          | Name              | Partei | Referate |
| -------------------------------------------- | ----------------- | ------ | -------- |
| Landeshauptmann                              | Ferdinand Wedenig | SPÖ    |          |
| 1. Landeshauptmann-Stellvertreter            | Matthias Krassnig | SPÖ    |          |
| 2. Landeshauptmann-Stellvertreter, Landesrat | Hans Ferlitsch    | ÖVP    |          |
| Landesrat                                    | Erwin Pabst       | SPÖ    |          |
| Landesrat                                    | Hans Scheiber     | SPÖ    |          |
| Landesrat                                    | Alois Karisch     | ÖVP    |          |
| Landesrat                                    | Hans Rader        | WdU    |          |